# Azine (Heterocyclen)
Azine ist der Oberbegriff für sechsgliedrige, heterocyclische Verbindungen mit ein bis vier Stickstoffatomen im Ring, etwa Azin(e), Diazine, Triazine und Tetrazine. Für Azin und die Diazine sind meist Trivialnamen zugelassen: Pyridin, Pyridazin, Pyrimidin und Pyrazin. Azine sind heteroaromatische Verbindungen und mit ihren Derivaten und Hydrierungsprodukten als Naturstoffe weit verbreitet. Dies trifft besonders für Pyridin- und Pyrimidinderivate zu, die sich etwa als Alkaloide, Vitamine und Nucleinsäuren in der Natur finden. Azine sind polare, gut wasserlösliche Verbindungen und schwache Basen, deren Basenstärke mit zunehmender Anzahl von Stickstoff-Atomen abnimmt.
| Vertreter der heterocyclischen Azine | Vertreter der heterocyclischen Azine | Vertreter der heterocyclischen Azine | Vertreter der heterocyclischen Azine | Vertreter der heterocyclischen Azine | Vertreter der heterocyclischen Azine                 | Vertreter der heterocyclischen Azine                           |
| ------------------------------------ | ------------------------------------ | ------------------------------------ | ------------------------------------ | ------------------------------------ | ---------------------------------------------------- | -------------------------------------------------------------- |
| Name                                 | 1-Azin Pyridin                       | 1,2-Diazin Pyridazin                 | 1,3-Diazin Pyrimidin                 | 1,4-Diazin Pyrazin                   | 1,2,3-Triazin, 1,2,4-Triazin, 1,3,5-Triazin Triazine | 1,2,3,4-Tetrazin, 1,2,4,5-Tetrazin, 1,2,3,5-Tetrazin Tetrazine |
| Struktur                             |                                      |                                      |                                      |                                      |                                                      |                                                                |

Von den Azinen leiten sich die Azinfarbstoffe ab, die als Strukturelement 1,4-Diazin, 1,4-Oxazin oder 1,4-Thiazin aufweisen.